# Плетерница
Плетерница је град у Хрватској у Пожешко-славонској жупанији. До нове територијалне организације у Хрватској, подручје Града Плетернице налазило се у саставу бивше велике општине Славонска Пожега.

## Географија
На месту где се Орљава пробија између Пожешке горе и Диља према Сави, на тзв. вратима Пожешке златне долине, окружене венцем гора (Псуњ, Папук, Крндија, Диљ и Пожешка гора), налази се Плетерница. Смештена на југоистоку Пожешко-славонске жупаније

## Становништво
На попису становништва 2011. године, град Плетерница је имао 11.323 становника, од чега у самој Плетерници 3.418.

### Попис2001.
По попису становништва из 2001. године, град Плетерница је имао 12.883 становника, од чега је у самој Плетерници живело 3.739.

### Попис1991.
До нове територијалне организације, Град Плетерница се налазио у саставу бивше велике општине Славонска Пожега. Национални састав града Плетернице, по попису из 1991. године је био следећи:
| година пописа | укупно | Хрвати          | Срби        | Југословени | остали      |
| ------------- | ------ | --------------- | ----------- | ----------- | ----------- |
| 1991.         | 13.119 | 12.180 (92,84%) | 499 (3,80%) | 119 (0,90%) | 321 (2,44%) |

### Плетерница (насељено место), национални састав
На попису становништва 1991. године, насељено место Плетерница је имало 3.838 становника, следећег националног састава:
| Попис 1991.‍   | Попис 1991.‍  | Попис 1991.‍ | Попис 1991.‍ | Попис 1991.‍ |
| ------------- | ------------ | ----------- | ----------- | ----------- |
|               |              |             |             |             |
| Хрвати        | Хрвати       |             | 3.616       | 94,21%      |
| Срби          | Срби         |             | 89          | 2,31%       |
| Југословени   | Југословени  |             | 30          | 0,78%       |
| Чеси          | Чеси         |             | 8           | 0,20%       |
| Албанци       | Албанци      |             | 5           | 0,13%       |
| Словаци       | Словаци      |             | 3           | 0,07%       |
| Мађари        | Мађари       |             | 2           | 0,05%       |
| Италијани     | Италијани    |             | 1           | 0,02%       |
| Македонци     | Македонци    |             | 1           | 0,02%       |
| Муслимани     | Муслимани    |             | 1           | 0,02%       |
| Словенци      | Словенци     |             | 1           | 0,02%       |
| Украјинци     | Украјинци    |             | 1           | 0,02%       |
| остали        | остали       |             | 2           | 0,05%       |
| неопредељени  | неопредељени |             | 27          | 0,70%       |
| регион. опр.  | регион. опр. |             | 7           | 0,18%       |
| непознато     | непознато    |             | 44          | 1,14%       |
| укупно: 3.838 |              |             |             |             |

## Управа
Градоначелник града је Фрањо Луцић.

## Историја
1427. године први пут се помиње име Плетерница. Била је трговачко средиште. 1536. године Плетерница је потпала под турску власт, а ослобођена је 1690. године. Турска владавина трајала је 154. године. 1779. године, аустријска царица Марија Терезија је отворила прву школу у Плетерници. 1894. године кроз Плетерницу је прошла железничка пруга, а 1926. године је основан фудбалски клуб НК „Славија“. Током Првог светског рата, овде се налазио логор у који су интернирани Срби, "шест стотина Сремаца и четири стотине Босанаца". У парохијском списку умрлих је забележено 71 име умрлих интернираца.

## Привреда
Привреда се све више развија захваљујући проширењу предузетничке зоне, а у плану је и изградња хидроелектране на реци Орљави.

## Споменици и знаменитости
Најпознатија знаменитост Плетернице је црква светог Николе. 2005. Плетерничка жупа проглашена је светиштем поводом 50. године поштовања Госпе од суза.

## Образовање
Од образовних установа у Плетерници се налази Основна школа фра Каје Аџића. Школу похађа око 1200 деце и налази се међу 10 највећих школа у Републици Хрватској.